# Округ Шисаго (Минесота)
Шисаго (енгл. Chisago County) је округ у америчкој савезној држави Минесота.

## Демографија
По попису из 2010. године број становника је 53.887, што је 12.786 (31,1%) становника више него 2000. године.
| Група             | 2000.          | 2010.          |
| Белци             | 39.640 (96,4%) | 51.013 (94,7%) |
| Афроамериканци    | 210 (0,5%)     | 645 (1,2%)     |
| Азијати           | 287 (0,7%)     | 478 (0,9%)     |
| Хиспаноамериканци | 473 (1,2%)     | 835 (1,5%)     |
| Укупно            | 41.101         | 53.887         |